# Oberschlierbach
Oberschlierbach ist eine Gemeinde  in Oberösterreich im Bezirk Kirchdorf im Traunviertel mit 474 Einwohnern (Stand 1. Jänner 2024).

## Geografie
Oberschlierbach liegt im Traunviertel in den Oberösterreichischen Voralpen, am Kamm der östlichen Almtaler und Kirchdorfer Flyschberge zwischen Kremstal und Steyrtal, auf um 600–800 m ü. A. Höhe.
Die Ausdehnung beträgt von Nord nach Süd sechs Kilometer, von West nach Ost 5,3 km. Die Gesamtfläche beträgt 18 Quadratkilometer. Fast sechzig Prozent der Fläche sind bewaldet, mehr als ein Drittel wird landwirtschaftlich genutzt und Gewässer nehmen 0,5 Prozent ein. 37,8 Prozent ist Dauersiedlungsraum und die Bevölkerungsdichte liegt mit 27 Einwohnern pro Quadratkilometer unter dem Bezirksschnitt.
Nach Einwohnern handelt es sich vor Sankt Pankraz um die zweitkleinste Gemeinde des Bezirks.

### Gemeindegliederung
Das Gemeindegebiet umfasst zwei Ortschaften (in Klammern Einwohnerzahl Stand 1. Jänner 2024):
- Oberschlierbach (266)
- Hausmanning – im Süden (208; Bestandteile auch in Gem. Schlierbach)

Gemeindehauptort ist Oberschlierbach respektive Dorf (Ortschaft Hausmanning).
Die Gemeinde besteht aus nur einer Katastralgemeinde und hat nur einen Zählsprengel (Oberschlierbach).
Die Gemeinde gehört zum Gerichtsbezirk Kirchdorf an der Krems.

### Nachbargemeinden
|             | Nußbach                                     |          |
| Schlierbach | Kompassrose, die auf Nachbargemeinden zeigt | Grünburg |
|             | Micheldorf in Oberösterreich                |          |

## Geschichte
Ursprünglich im Ostteil des Herzogtums Bayern liegend, gehörte der Ort seit dem 12. Jahrhundert zum Herzogtum Österreich. Seit 1490 wird er dem Fürstentum, dann Kronland Österreich ob der Enns zugerechnet.
Während der Napoleonischen Kriege war der Ort mehrfach besetzt.
Die Gegend gehörte von alters her zur Pfarre Kirchdorf und kam 1784 zur neuen Pfarre Schlierbach. Der Name als solcher erscheint erst 1812 in der Franziszäischen Landesaufnahme für die Steuergemeinde.
Bei Schaffung der Ortsgemeinden nach 1848/49 wurden dann die Steuergemeinden Unterschlierbach und Mitterschlierbach die Gemeinde Schlierbach, Oberschlierbach wurde eine eigene politische Gemeinde, und bekam die angrenzenden Teile von Hausmanning dazu.
Seit 1918 gehört der Ort zum Bundesland Oberösterreich. Nach dem Anschluss Österreichs an das Deutsche Reich am 13. März 1938 gehörte der Ort zum Gau Oberdonau, 1945 erfolgte die Wiederherstellung Oberösterreichs.
Per 1. September 2012 wurde die Postleitzahl 4554 Oberschlierbach vergeben, und damit die alten Postleitzahlen 4553 (Schlierbach), 4560 (Kirchdorf an der Krems) und 4592 (Leonstein) hinfällig. Gleichzeitig wurden auch Straßennamen vergeben.

### Bevölkerungsentwicklung
Die Einwohnerzahl nimmt seit Jahrzehnten zu, ausschlaggebend dafür ist vor allem eine positive Geburtenbilanz.

## Kultur und Sehenswürdigkeiten
| Von den hundert Arbeitsplätzen in Oberschlierbach entfallen mehr als ein Drittel auf die Landwirtschaft und etwa sechzig Prozent auf den Dienstleistungssektor. In der Gemeinde leben rund 250 Erwerbstätige. Davon finden sechzig lokal einen Arbeitsplatz, fast 200 Menschen pendeln aus, bleiben aber überwiegend im Bezirk. Aus der Umgebung kommen vierzig Personen nach Oberschlierbach zur Arbeit. | Hier fehlt eine Grafik, die leider im Moment aus technischen Gründen nicht angezeigt werden kann. Wir arbeiten daran! |
| Von den hundert Arbeitsplätzen in Oberschlierbach entfallen mehr als ein Drittel auf die Landwirtschaft und etwa sechzig Prozent auf den Dienstleistungssektor. In der Gemeinde leben rund 250 Erwerbstätige. Davon finden sechzig lokal einen Arbeitsplatz, fast 200 Menschen pendeln aus, bleiben aber überwiegend im Bezirk. Aus der Umgebung kommen vierzig Personen nach Oberschlierbach zur Arbeit. | Hier fehlt eine Grafik, die leider im Moment aus technischen Gründen nicht angezeigt werden kann. Wir arbeiten daran! |

## Politik
Der Gemeinderat hat 9 Mitglieder.

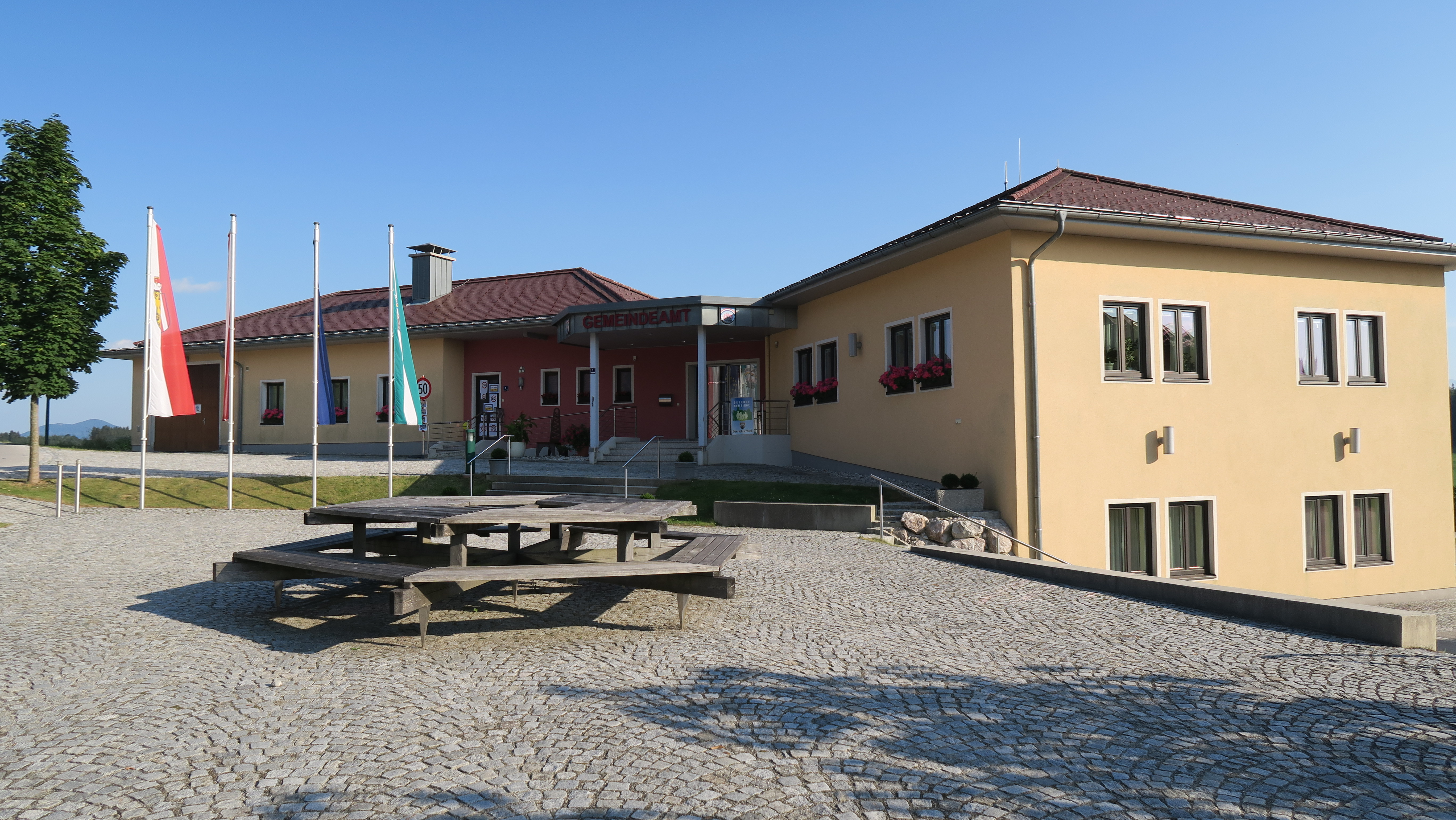
Gemeindezentrum Oberschlierbach

- Mit den Gemeinderats- und Bürgermeisterwahlen in Oberösterreich 2003 hatte der Gemeinderat folgende Verteilung: 8 SPÖ und 5 ÖVP.[10]
- Mit den Gemeinderats- und Bürgermeisterwahlen in Oberösterreich 2009 hatte der Gemeinderat folgende Verteilung: 7 SPÖ und 6 ÖVP.[11]
- Mit den Gemeinderats- und Bürgermeisterwahlen in Oberösterreich 2015 hatte der Gemeinderat folgende Verteilung: 7 SPÖ und 6 ÖVP.[12]
- Mit den Gemeinderats- und Bürgermeisterwahlen in Oberösterreich 2021 hat der Gemeinderat folgende Verteilung: 9 ÖVP und 4 SPÖ.[13][14]

### Bürgermeister
Bürgermeister seit 1850 waren:
- 1850–1870 Wolfgang Kronawitleithner
- 1870–1873 Franz Lindinger
- 1873–1882 Sebastian Huemer
- 1882–1885 Franz Tragler
- 1885–1888 Simon Spernbauer
- 1888–1910 Georg Winter
- 1910–1919 Johann Holzinger
- 1919–1931 Johann Tragler
- 1931–1934 Franz Pramberger
- 1934–1938 Franz Tretter
- 1938–1945 Georg Grall
- 1945–1947 Franz Tretter
- 1947–1949 Johann Bloderer
- 1949–1967 Franz Tragler
- 1967–1985 Franz Tretter
- 1985–1985 Josef Weiermair
- 1985–2008 Franz Stadlmayr (SPÖ)[16]
- 2008–2021 Oskar Grassnigg (SPÖ)
- seit 2021 Andreas Geppert (ÖVP)

### Wappen
| | Blasonierung: „In Silber über einem schwarzen Kohlenmeiler mit kleiner roter Öffnung, aus dem rote Flammen züngeln, ein Regenbogen“ |
| Wappenbegründung: Der Rundmeiler verweist auf die frühere große wirtschaftliche Bedeutung der Köhlerei, der Regenbogen auf die Höhenlage der Gemeinde an einer Wasserscheide und die damit verbundene Häufigkeit dieser atmosphärisch-optischen Erscheinung. Der Bogen steht überdies für die reiche Naturlandschaft der Gemeinde. Der Entwurf stammt von Herbert Erich Baumert. Gemeindewappen und Gemeindefarben wurden am 7. März 1990 vom Gemeinderat beschlossen und am 7. Mai 1990 von der Landesregierung genehmigt. Gemeindefarben: Grün-Weiß-Grün | |

## Persönlichkeiten

### Töchter und Söhne der Gemeinde
- Ursula Pasterk (* 1944 in Oberschlierbach), Journalistin und Politikerin